# Joe Paterson (baseball)
Pour les articles homonymes, voir Joe Paterson.
Joseph Paterson (né le 19 mai 1986 à Corvallis, Oregon, États-Unis) est un lanceur de relève gaucher des Ligues majeures de baseball sous contrat avec les Reds de Cincinnati.

## Carrière
Joe Paterson, joueur à l'Université d'État de l'Oregon, est drafté en dixième ronde par les Giants de San Francisco en 2007. Il évolue quatre ans en ligues mineures dans l'organisation des Giants et se distingue particulièrement lors de sa saison 2009 passée avec les Defenders du Connecticut, club-école Double-A des Giants dans la Eastern League. Paterson y présente une moyenne de points mérités de seulement 1,96 en 69 manches lancées, avec dix sauvetages.
Le 9 décembre 2010, le lanceur de relève gaucher est sélectionné par les Diamondbacks de l'Arizona via la procédure du repêchage de règle 5.
Paterson fait ses débuts dans les majeures avec une présence comme releveur pour les Diamondbacks le 2 avril 2011 face aux Rockies du Colorado. Il lance 34 manches en 62 sorties comme releveur durant la saison régulière et présente une très bonne moyenne de points mérités de 2,91. Son seul sauvetage de la saison, le 20 mai face aux Twins du Minnesota, est son premier dans les majeures. Malheureusement pour lui, une première victoire en carrière lui échappe car il perd ses trois décisions de l'année. Le jeune homme fait ses débuts en séries éliminatoires le 2 octobre en Série de divisions contre les Brewers de Milwaukee et retire sur trois prises le seul frappeur adverse auquel il fait face.
Après avoir partagé son début de saison 2015 en ligues mineures entre des clubs affiliés aux Royals de Kansas City et aux A's d'Oakland, il est mis sous contrat par les Reds de Cincinnati le 20 juin 2015.